# فاسيلي ياروسلافيتش
فاسيلي ياروسلافيتش كوسترومسكوي(بالروسية: Василий Ярославич Костормской) هو ابن الأمير ياروسلاف فسيفولودوفيتش.أمير كوستروما(1247-1276)،أمير نوفغورود(1273-1276)،الأمير المعظم في فلاديمير(1272-1276).
ولد في سنة 1241(?) في مدينة فلاديمير-على-كليازما.ورث الحكم في مدينة كوستروما بوصية من عمه الأمير المعظم سفياتوسلاف.
بعد وفاة اخيه ياروسلاف الثالث تربع فاسيلي على عرش فلاديمير سنة 1272.
تولى الحكم في نوفغورود عام 1273 بعد صراع طويل من اجل السلطة.بعد استيلاء على الحكم في نوفغورود توجه فاسيلي إلى القبيلة الذهبية،لكنه مات بعد عودته سنة 1276.دفن في كنيسة القديس فيودور بمدينة كوستروما.